# 僕らの漫画
『僕らの漫画』（ぼくらのまんが）は、東日本大震災の復興支援を目的として描き下ろされた日本のアンソロジーコミックである。単行本版のキャッチコピーは、「-漫画家が出来ること、それは本気で漫画を描くこと。」。

## 概要
東日本大震災の直後から、復興支援を行いたいという考えを持つ漫画家たちの間で、「自分たちにできる支援は何か」という思いを元に、数名の漫画家と編集者により企画・立案されたプロジェクトである。運営者は組織名を『僕らの漫画』制作委員会と名付け、最終的には27名28作品が収録された。
執筆漫画家、及び編集者、デザイナーなどのスタッフに至るまで、全てノーギャラで参加している。
全ての収益（「必要最小限の経費」を除く）を、被害が甚大であった岩手県、宮城県、福島県の震災遺児・孤児のための育英基金に寄付を行うことを表明している。
ダ・ヴィンチ編集部（メディアファクトリー）が主催する「電子書籍アワード2012」において特別賞を受賞した。

## 収録作品リスト
| 作品名                        | 作者名         | 頁数 | 単行本版 |
|                               |                |      | 収録順   |
| ----------------------------- | -------------- | ---- | -------- |
| ごまとピーナツ                | 青木俊直       | 12   | 18       |
| コトノハ                      | 麻生みこと     | 20   | 25       |
| 約束の丘                      | 井荻寿一       | 16   | 19       |
| ひみつのヒミツ                | 石田敦子       | 16   | 20       |
| わたしのきらいな宇宙のこと    | 磯谷友紀       | 18   | 8        |
| SUNS                          | 板倉梓         | 9    | 15       |
| 毎日は私たちのもの            | 今井哲也       | 8    | 21       |
| かみさまのトロンボーン        | えすとえむ     | 8    | 6        |
| 日本一の花植え男              | 喜国雅彦       | 10   | 14       |
| くりかのこちゃん。            | 国樹由香       | 6    | 13       |
| 夜空の窓                      | 小玉ユキ       | 14   | 1        |
| ダンのこと                    | さそうあきら   | 24   | 27       |
| 僕らの未来はスカートの中      | 信濃川日出雄   | 24   | 22       |
| LUCKY STAR                    | 進藤ウニ       | 16   | 9        |
| わたしとおじさん              | 鈴木マサカズ   | 12   | 3        |
| ひねもすらんせ ～伊達政宗編～ | そらあすか     | 8    | 10       |
| You'll Never Walk Alone       | 手原和憲       | 14   | 26       |
| Mighty TOPIO                  | とり・みき     | 8    | 28       |
| 其を射落とすは明日の矢        | ねむようこ     | 8    | 16       |
| キヨミ                        | 橋本省吾       | 16   | 4        |
| 天國                          | belne          | 8    | 7        |
| うさぎのキモチ                | 三宅乱丈       | 24   | 2        |
| ビーチグラス                  | 村上たかし     | 11   | 5        |
| 野阿の箱湯                    | ヤマザキマリ   | 10   | 11       |
| きみの女の子                  | ヤマシタトモコ | 16   | 17       |
| 身近な童貞かるた              | ルノアール兄弟 | 8    | 12       |
| あまのいわと                  | 和田フミエ     | 16   | 23       |
| 図書室の塔                    | 和田フミエ     | 19   | 24       |

## 書誌情報
単行本版
小学館〈Big Spirits Comics Special〉、2012年5月16日初版発行（2012年5月11日発売）、ISBN 978-4-09-184558-0
同人誌版
『僕らの漫画 -ぼくの-』、『僕らの漫画 -きみの-』の2分冊。2012年5月5日、COMITIA100にて発売。
描き下ろし「寄せ書き」ページ付き。
アプリ版
iPhone、iPad、iPod touch端末専用。2011年8月30日より、3度に亘りアップデートされた。
電子書籍版
『僕らの漫画 vol.1』、『僕らの漫画 vol.2』の2分割。